# Симфония № 3 (Моцарт)
Симфония № 3 ми-бемоль мажор KV 18 ― симфония, некоторое время приписывавшаяся Вольфгангу Амадею Моцарту, но написанная Карлом Фридрихом Абелем.
Партитура симфонии, написанная рукой Моцарта, была найдена в его бумагах и включена Людвигом фон Кёхелем в первый полный каталог произведений Моцарта, вышедший в 1862 году в известном издательстве Breitkopf & Härtel. Затем, однако, было обнаружено, что данная симфония была в действительности лишь переписана Моцартом (скорее всего, в учебных целях) во время посещения им Лондона в 1764 году, а в действительности принадлежит Абелю, работавшему в этот период в Лондоне, и была впервые опубликована в 1767 году под шестым номером в составе абелевских Шести симфоний Op. 7. Моцарт внёс в симфонию Абеля незначительные изменения, передав партию кларнетов гобоям. Начиная с 3-го издания Каталога Кёхеля, подготовленного в 1936 г. Альфредом Эйнштейном, симфония вынесена из основного списка сочинений Моцарта в список-приложение ошибочно атрибутировавшихся ему произведений.

## Состав
1. Allegro
2. Andante
3. Presto